# 贝叶斯信息量准则
在统计学当中，贝叶斯信息量准则（英語：或者：Schwarz information criterion；缩写：BIC、SIC、SBC、SBIC）是在有限集合中进行模型选择的准则：BIC最低的模型是最好的。该准则部分基于似然函数并与赤池信息量准则（AIC）紧密相关。
該準則由數學家Gideon E. Schwarz於1978年提出，因使用英国统计学家托马斯·贝叶斯的贝叶斯推断而得名。
拟合模型时，增加参数可提高似然，但如此下去可能导致过拟合。BIC与AIC都致力于向模型中引入关于参数数量的惩罚项；其中，BIC中的惩罚项会大于AIC中的惩罚项。